# オファリー県
オファリー県（愛: Contae Uíbh Fhailí、英: County Offaly）は、アイルランド中部、レンスター地方の県。2016年の人口は77,750人。

## 主な都市
- タラモア